# Góra Parkowa (Sanok)
Góra Parkowa (deutsch Parkberg) oder Stróżnia (de: Wachhügel) in Sanok am Sanoker Flachland ist eine etwa 364 m ü. NN hohe Anhöhe, befindet sich westlich 500 m vom Sanoker Ring bei der Mickiewiczstraße im Stadtteil Śródmieście, im Stadtpark, im südöstlichen Polen. 
Wachhügel bedeutet befestigte Anhöhe oder ansteigender Bereich im Stadtgebiet von Sanok. Er ist der mittelalterliche Begriff für einen erhöht liegenden Teil einer Siedlung oder Stadt.
Bereits 1446 wurde die Anhöhe als Stroznia erstmals erwähnt. 1852 wurde sie schon als Struszyna Góra bezeichnet.
Der 1890 eröffnete der Sanoker Stadtpark am Stadtrand ist über 0,10 Quadratkilometer groß.  Im Jahr 1910,  anlässlich des 100. Geburtstages des berühmten Komponisten Frédéric Chopin wurde er in „Chopin-Park“ umbenannt.
Der Stadtpark wird von der Mickiewiczstraße im Osten und der Kościuszkistraße im Süden begrenzt.
Im zentralen Teil des Hügels wachsen typische karpatische  Bergarten, z. B. Esche, Hainbuche und Linden.